# Gia tộc Kim Nhật Thành
Gia tộc Kim Nhật Thành, hay còn được gọi chính thức là Dòng dõi Bạch Đầu, là một chuỗi các thế hệ cai trị Cộng hòa Dân chủ Nhân dân Triều Tiên trong ba thế hệ, bắt đầu từ Kim Nhật Thành năm 1948. Kim Nhật Thành nắm giữ quyền lực ở phía Bắc vào năm 1945 sau khi Đế quốc Nhật Bản đầu hàng phe Đồng Minh, dẫn đến sự chia cắt hai miền. Năm 1950, Kim tiến hành Chiến tranh Triều Tiên với ý đồ thống nhất Triều Tiên thành một quốc gia, song không thành công. Kim Nhật Thành phát triển một loại hình tư tưởng của cá nhân ông, gọi là thuyết Tư tưởng Chủ thể, sau này được các con cháu là Kim Jong-il và Kim Jong-un tiếp tục áp dụng để cai trị Triều Tiên.

## Tóm tắt

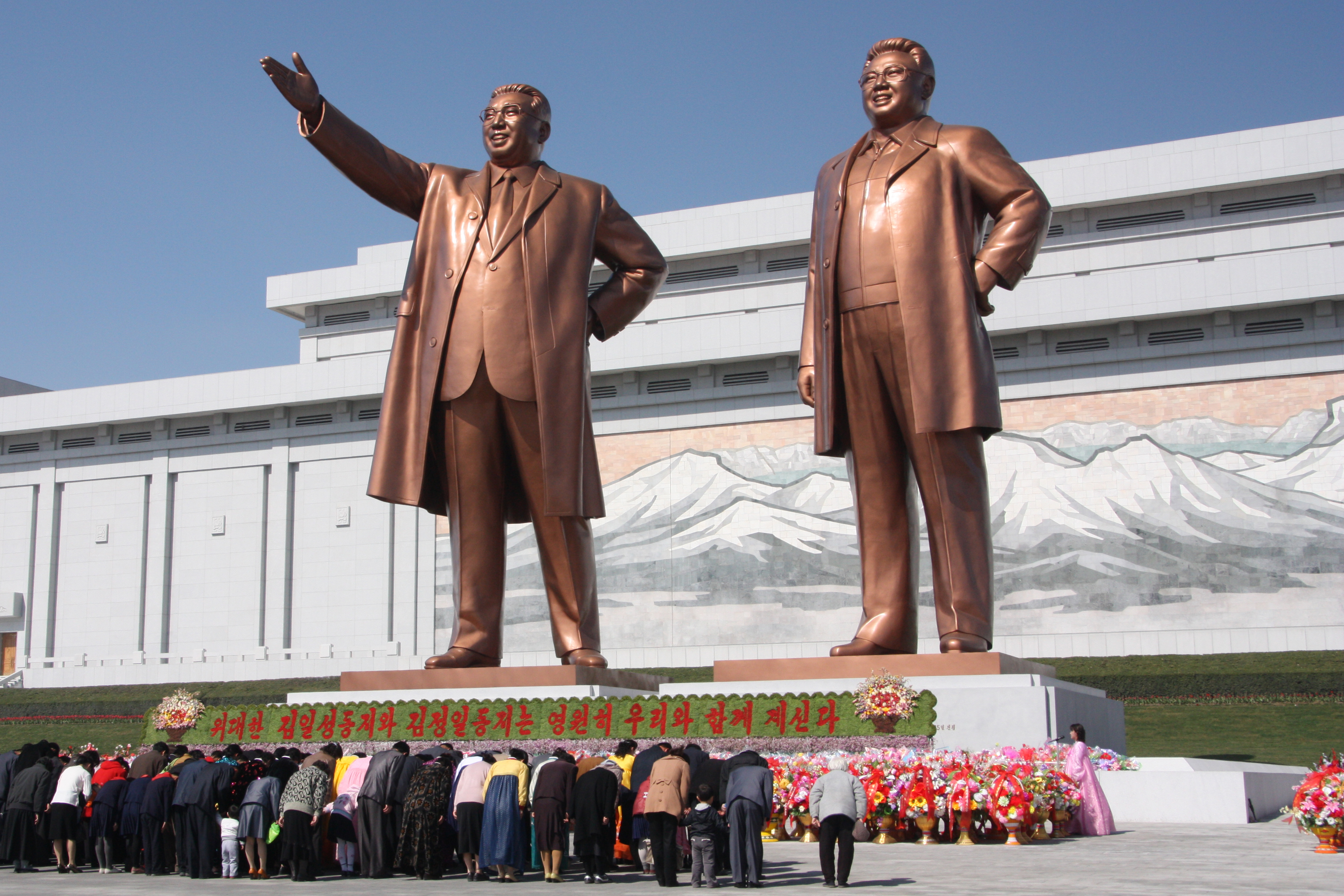
Người Triều Tiên cúi đầu trước tượng Kim Il-sung và Kim Jong-il ở đài tưởng niệm đồi Mansu ở Bình Nhưỡng.

Rất khó xác định chính thể Triều Tiên hoạt động như thế nào mặc dù tất cả đều khẳng định nó giống như các triều đại phong kiến cai trị hơn là các nhà nước cộng sản gốc. Nhà họ Kim đã cai trị CHDCND Triều Tiên từ 1948 và đến bây giờ vẫn có khá ít thông tin về gia đình này. Kim Nhật Thành là một du kích nổi dậy chống Nhật vào những năm 1930, sau đó được đào tạo ở Liên Xô. Hậu Chiến tranh thế giới thứ hai, Triều Tiên bị chia làm hai và với kinh nghiệm ở Liên Xô, Kim Nhật Thành được chọn làm lãnh đạo chính phủ do Liên Xô dựng lên mà ngày nay gọi là Cộng hòa Dân chủ Nhân dân Triều Tiên vào năm 1948. Sau đó, ông ta tiến hành Chiến tranh Triều Tiên năm 1950 với hy vọng thống nhất cả hai miền thành một quốc gia.
Kim Nhật Thành đã phát triển loại hình sùng bái cá nhân dẫn tới sự cai trị tuyệt đối của họ Kim suốt 46 năm và mở rộng tới cả gia đình nhà Kim, bao gồm mẹ của Kim Nhật Thành, bà Kang Pan-sok ("mẹ của Triều Tiên"), anh trai ("chiến sĩ Cách mạng") và vợ ("mẹ của Cách mạng"). Điểm trung tâm của sự trung thành tuyệt đối trong Tư tưởng Chủ thể là Suryong. Bốn năm sau khi Kim Nhật Thành qua đời, Hiến pháp CHDCND Triều Tiên quy định gọi Kim Nhật Thành là Chủ tịch vĩnh viễn của nước Cộng hòa. Con ông, Kim Jong-il, trở thành lãnh đạo đáng kính.
Kim Chính Nhật được bầu vào Ban chấp hành Bộ chính trị của Đảng và kiêm Tổng bí thư Đảng và chỉ huy các lực lượng vũ trang Triều Tiên tại Đại hội VI năm 1980, đảm bảo Kim Chính Nhật là nhân vật kế thừa. Năm 1990, Kim Chính Nhật đứng đầu quân đội và sau 14 năm đã nắm giữ toàn bộ quyền lực của đất nước. Em gái Kim Chính Nhật, Kim Kyung-hee, là nữ tướng bốn sao đầu tiên của Triều Tiên, và kết hôn với Jang Sung-taek, người trước vụ xử tử năm 2013 là nhân vật quyền lực số hai Triều Tiên. Ông có bốn con, và người thứ 3, Kim Jong-un, kế thừa ngai vàng năm 2013.
Theo tờ báo Chosun Ilbo của Hàn Quốc, vào năm 2013, Điều 2 Trang 10 của bản sửa đổi Mười Học thuyết của Đảng Lao động Triều Tiên coi đảng và cuộc cách mạng là phải được gìn giữ "vĩnh cửu" bởi những người thuộc "dòng dõi Paektu".

## Gia phả
Kim Nhật Thành vốn là người thuộc một gia đình theo Phong trào Giám Lý. Cha ông, Kim Hyong-jik, cưới Kang Pan-sŏk khi mới 15 tuổi, và làm cha khi mới có 17 tuổi và theo học một trường Tin Lành. Sau đó ông rời trường, và có học y học Trung Quốc. Ông tham gia phong trào kháng Nhật và bị người Nhật truy nã. Ông có tham gia phong trào 1 tháng 3 năm 1919, và cùng vợ trốn sang Mãn Châu năm 1920. Có một trường mang tên ông ở Bình Nhưỡng.
Bố mẹ của Kim Nhật Thành là Kim Hyong-jik, Kim Bo-hyon và Li Bo-ik, được coi là những nhà hoạt động ái quốc đã tham gia vào phong trào kháng chiến chống Nhật ở Triều Tiên hồi đầu thế kỷ 20.

## Nhận định
Gia đình nhà Kim bị phương Tây lên án vì những điều mà họ coi là mang tư tưởng sùng bái cá nhân, cũng như sự hà khắc và đàn áp thô bạo theo kiểu Stalin mà nhà nước này tiến hành dưới sự chỉ đạo của gia đình nhà Kim, song điều này vẫn bị nghi ngờ về quy mô. Những người đảo tẩu Triều Tiên đã liên tục tường thuật về các "sự trấn áp thô bạo cũng như các hoạt động sùng bái tập thể cuồng tín" với nhà Kim ở CHDCND Triều Tiên. Theo học giả Virginie Grzelczyk, thì có lẽ nhà Kim là "pháo đài cuối cùng của chủ nghĩa toàn trị và có lẽ là triều đại Cộng sản chuyên chế đầu tiên trên thế giới".
Trong khi đó, Chính phủ CHDCND Triều Tiên liên tục bác bỏ những cáo buộc này, viện chứng rằng đó là do người dân Triều Tiên đã yêu mến và tin tưởng tài lãnh đạo của nhà họ Kim. Dưới sự cai trị của dòng họ Kim, Đảng Lao động Triều Tiên đã đưa ra và áp đặt Luật Lao động Dân chủ, họ viện dẫn với cái gọi là "quy định thời gian lao động tám tiếng/ngày và cấm lao động trẻ em, bảo đảm quyền làm chủ của giai cấp lao động ở Triều Tiên, đồng thời thực thi chế độ giáo dục và chữa bệnh miễn phí đối với toàn dân".